# Jeddah Corniche Circuit
Jeddah Corniche Circuit (arabsky حلبة كورنيش جدة‎) je 6,174 km dlouhý závodní okruh v přístavním městě Džidda u Rudého moře v Saúdské Arábii. Na okruhu měla 5. prosince 2021 premiéru Grand Prix Saúdské Arábie, a to jako předposlední závod v kalendáři sezóny Formule 1 a Formule 2 v roce 2021.
Okruh je označován jako „nejrychlejší městský okruh“ v kalendáři sezóny Formule 1 v roce 2021. Doposud tuto korunu držel okruh v Melbourne s průměrnou rychlostí 237,2 km/h. Monoposty formule 1 na této trati dosáhly průměrné rychlosti až 244 km/h. Trať je třetí nejdelší v kalendáři, delší jsou pouze Circuit de Spa-Francorchamps a Las Vegas Strip Circuit. Trať je také rekordmanem v počtu zatáček, kterých má 27, o 4 více než 2. Singapur.
Okruh, který vznikl podél „Jeddah Corniche“ – pobřežní rekreační oblasti města Džidda u Rudého moře – navrhl Carsten Tilke, syn Hermanna Tilkeho.
Závod v roce 2021 byl centrem kontroverze, díky nevhodným rozhodnutím FIA bylo vedeno několik konferencí, dospělo se ale k výsledku, kdy se konečné umístění jezdců neměnilo.
V roce 2022 byl Jeddah Corniche umístěn jako druhý závod roku, hned za otevírajícím závodem v Bahrajnu, který je společně s okruhem Yas Marina součástí tzv.: blízko-východní trojky. Tuto skupinu ale roce 2023 rozšířil okruh v Kataru, který do té doby hostil jen závody série MotoGP.

## Formule 1
| No. | Rok  | Jezdec         | Konstruktér | Motor      | Pneu | Čas           | Délka kola | Počet kol | Rychlost     | Datum       |
| --- | ---- | -------------- | ----------- | ---------- | ---- | ------------- | ---------- | --------- | ------------ | ----------- |
| 1   | 2021 | Lewis Hamilton | Mercedes    | Mercedes   | P    | 2:06:15,185 h | 6,175 km   | 50        | 146,588 km/h | 5. prosinec |
| 2   | 2022 | Max Verstappen | Red Bull    | RBPT       | P    | 1:24:19,293 h | 6,175 km   | 50        | 219,481 km/h | 27. březen  |
| 3   | 2023 | Sergio Pérez   | Red Bull    | Honda RBPT | P    | 1:21:14,894 h | 6,175 km   | 50        | 227,783 km/h | 19. březen  |
| 4   | 2024 | Max Verstappen | Red Bull    | Honda RBPT | P    | 1:20:43,273 h | 6,175 km   | 50        | 229,456 km/h | 9. březen   |
| 5   | 2025 | Oscar Piastri  | McLaren     | Mercedes   | P    | 1:21:06,758 h | 6,175 km   | 50        | 228,164 km/h | 20. duben   |

## Verze okruhu

Okruh Grand Prix, který využívá formule 1 od roku 2021